# William Butler Yeats
William Butler Yeats FRSL (Dublín, Irlanda, 1865-Menton, França, 1939) fou un poeta i dramaturg irlandès. Embolcallat en un halo de misticisme, Yeats ha estat una de les figures més representatives del renaixement literari irlandès i va ser un dels fundadors de l'Abbey Theatre, juntament amb Annie Horniman. També va exercir com a senador. Va ser guardonat amb el Premi Nobel de Literatura l'any 1923.

## Biografia
Va nàixer el 13 de juny del 1865 a Georgeville, prop de Saymount Castle, Dublín (Irlanda). Fill del pintor John Butler Yeats i Susan Pollexfens Yeats, una família angloirlandesa protestant. El seu avi, anomenat també William Butler Yeats, fou rector de l'Església d'Irlanda, mentre que el seu pare era un nacionalista escèptic i ateu. El caràcter del jove Yeats va ser una combinació d'ambdós. El biògraf Ellman escriu respecte a això: Va erigir una fe excèntrica en algun lloc entre les creences ortodoxes de l'avi i les descreences no ortodoxes del pare.

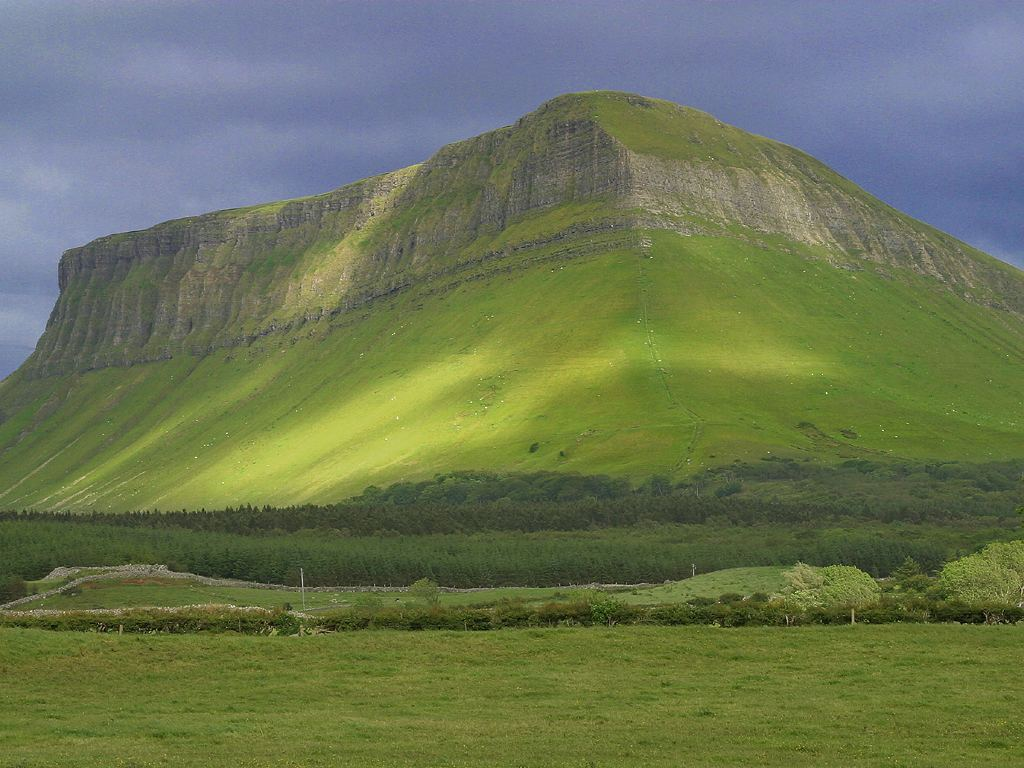
Mont Benbulben, a Sligo, Irlanda

L'any 1867, als dos anys, Yeats es va traslladar amb la seua família a la ciutat de Londres, al número 23 del carrer Fitzroy. Hi va romandre amb prou feines cinc anys, ja que al juliol del 1872 va tornar amb sa mare i germans al comtat irlandès de Sligo, a casa dels seus avis, William i Elizabeth Pollexfen, a Merville. Ací es va amarar dels contes de fades que li narrava la gent senzilla d'Irlanda, i sa mare li va contar moltes històries sobre follets i gnoms, alhora que la gent del camp li relatava les seues experiències amb la "gent petita". Sens dubte, la seua estada va marcar per sempre el seu caràcter, com ell mateix escriuria: El lloc que realment va tenir una major influència en la meua vida va ser Sligo.
A l'octubre del 1874, va tornar novament amb la seua família a Londres i es va instal·lar a Edith Viles. Ací, son pare es relacionà amb un grup de pintors prerafaelites. En la primavera del 1877, Yeats va començar els estudis a l'escola londinenca de Godolphin d'Hammersmith, però davant de l'escàs èxit de son pare com a pintor, la família es va traslladar a l'estiu del 1881 a Balscadden Cottage, a Howth, prop de Dublín. Yeats va començar a escriure i llegir poesia. Va estudiar a l'Erasmus Smith High School fins al desembre del 1883. En aquesta època, va ser un estudiant poc aplicat i distret, i l'única cosa que semblava interessar-li de veritat era la poesia.
L'any 1884, va intentar accedir al Trinity College, però després, amb gran pena, va ingressar en l'Escola Metropolitana d'Art de Dublín, on va estudiar pintura. Hi va conèixer George William Russell (conegut amb el pseudònim d'AE), que el va iniciar en el món sobrenatural i esotèric. Va començar a escriure poesia simbolista i a experimentar amb visions i al·lucinacions. Detestava la ciència, que veia en contrast directe amb la poesia, la bellesa i la veritat, i va començar a sentir-se atret pel budisme (ja havia renunciat a la religió tradicional l'any 1880).

## Maud Gonne i les seues primeres publicacions

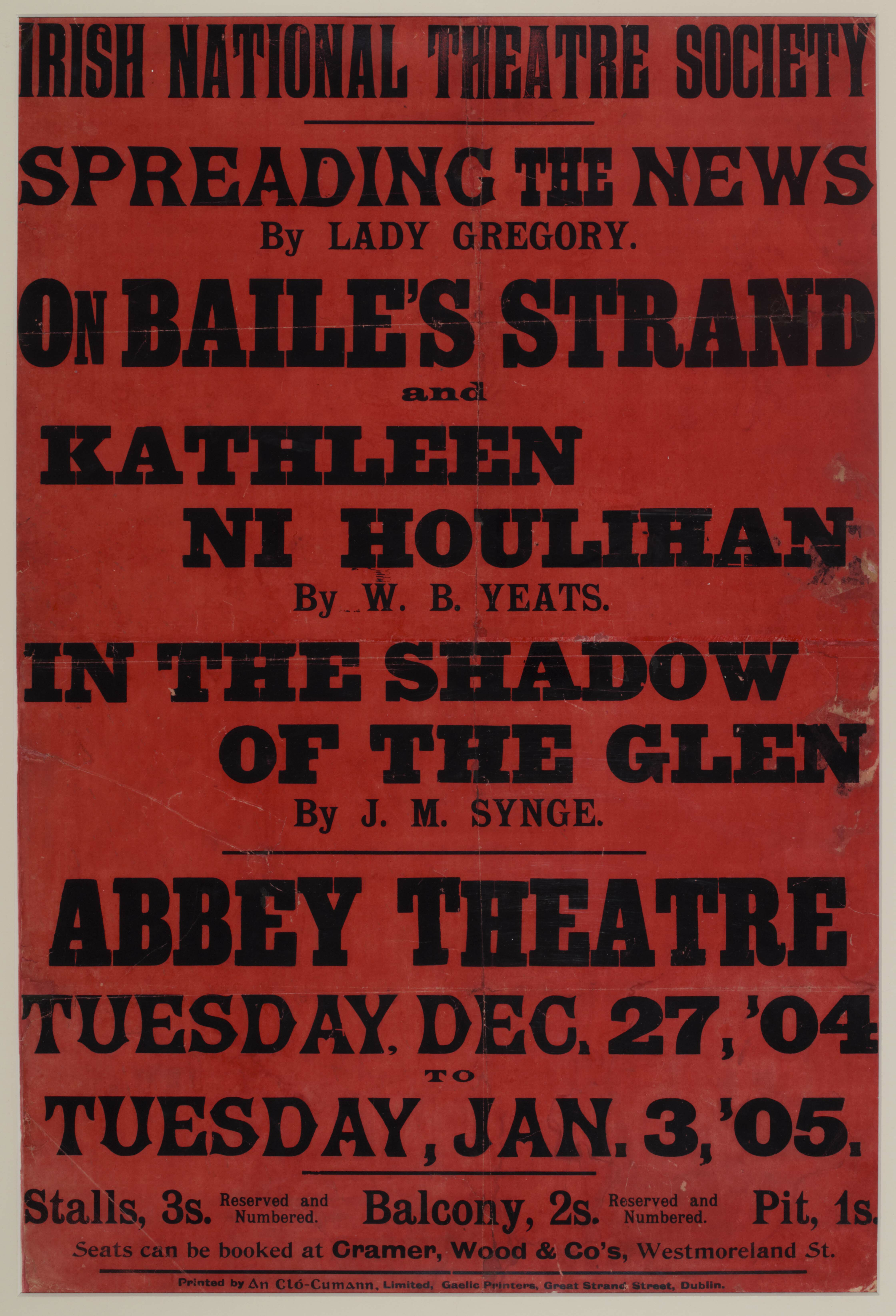
Cartell per a la inauguració de lAbbey Theatre; s'hi interpreten dues obres de Yeats

A l'abril del 1885, va publicar a la Dublín University Review els seus primers poemes. Al juny del mateix any, va fundar la Societat Hermenèutica de Dublín juntament amb George Russell i Charles Johnson. A l'abril de l'any següent, va abandonar l'Escola Metropolitana d'Art i a l'octubre va publicar de manera privada Mosada.
Va conèixer John O'Leary, que havia estat captiu cinc anys en presons britàniques i quinze a l'exili. O'Leary li va transmetre les seues idees nacionalistes, i fins i tot va arribar a sentir-se atret per W. Morris, encara que no va ser capaç de seguir les seues doctrines socialitzants perquè desconfiava de les masses i del proletariat.
A l'abril del 1887, es va traslladar amb la seua família a Londres. S'hi va unir a un grup de poetes en decadència com Ernest Rhys, Arthur Symons, Ernest Dowson i Lionel Johson, amb els quals va formar un club literari, The Rymers Club. També hi va descobrir la Societat Teosòfica, un nou moviment que assegurava tenir la possibilitat d'oferir una síntesi de religió, ciència i filosofia. Al maig del 1887, va visitar la seua fundadora, Helena Blavatsky, que també protagonitzava una sèrie de sessions espiritistes. Després d'haver mantingut algunes converses amb ella i de molt de temps de meditació, Yeats es va unir a la famosa Societat Teosòfica de Londres al novembre del 1888.
El 1889, va publicar la seua primera col·lecció de poemes, The Wanderings of Oisin and Other Poems (Els pelegrinatges d'Oisin i altres poemes). El dia 30 de gener del 1889, ocorre un fet fonamental en la vida de Yeats: coneix Maud Gonne, que seria de gran importància en la seua vida. A pesar de les seues mostres d'amor per ella, Maud sempre va rebutjar Yeats. Ell li va proposar matrimoni el 1891, però ella no hi va accedir. L'any 1899, va anar a visitar-la a París a demanar-li la mà, però va ser rebutjat de nou. Maud Gonne va contraure matrimoni al febrer del 1903 amb John MacBride, un veterà de guerra. Anys més tard, va anar a visitar-la a Normandia una vegada més amb l'esperança de casar-se amb ella. Un any després, va proposar matrimoni a la filla de Maud, però el resultat va ser idèntic al de sa mare. Malgrat això, Maud Gonne va ocupar un lloc molt important en la poesia de Yeats. Molts dels seus poemes la mostren com una bella jove amb posat de reina que incitava els irlandesos a rebel·lar-se. El seu patriotisme degué influir en Yeats.

## Teatre
L'any 1896, va tornar a Irlanda, on va començar la seva carrera teatral, amb el suport d'Annie Horniman, que li va fer de mecenes. Després es va integrar en el moviment del renaixement literari del seu país i va establir amistat amb l'autora teatral nacionalista Isabella Augusta Gregory, amb l'ajuda de la qual fundaria el Teatre Nacional Irlandès (1901). Yeats va escriure per a aquesta companyia, de la qual va ser director fins a la seua mort.
Diverses de les seues obres de teatre es van inspirar en el passat mitològic celta; sovint, giraven a l'entorn de l'heroi celta Chuchulain, i van ser reunides en Four Plays for Dancers (4 peces per a ball, 1921). Tenien forta influència del simbolisme i del teatre Noh, que començava a conéixer-se a Europa. Aquestes influències són paleses en la ritualització de l'obra i el teatralisme; i empra màscares i gestos, a més de la inclusió de cors, danses i música cerimonial. Així mateix, els elements simbolistes es troben en diàlegs de to poètic, en els quals irromp la mística i l'onirisme.
Per les seues condicions escèniques, les seues obres són més aptes per a ser representades davant d'un públic reduït, per la qual cosa van contribuir al desenvolupament del teatre de cambra. Altres obres dramàtiques destacades de Yeats són La comtessa Kathleen, de caràcter nacionalista, i Deirdre, una tragèdia en vers.

## Últims anys
El període més fecund de Yeats va ser el de les seues obres de maduresa i vellesa. Entre les primeres, destaquen els volums de poesia The Green Helmet and Other Poems (El casc verd), Responsibilities (Responsabilitats) i The Wild Swans at Coole (Els cignes salvatges de Coole), en els quals s'evidencia una profunda evolució del llenguatge líric, que es fa personal, vigorós, exacte i enlluernador.
L'any 1925, va escriure el tractat A vision (Una visió), en què expressa la creença en l'íntima relació entre la imaginació poètica i la realitat universal. Amb The tower (La torre), The Winding Stair (L'escala de caragol) i Last Poems and Two Plays (Últims poemes i dues obres de teatre), aquesta pòstuma, en la qual inclou el celebrat poema «Vers Bizanci», Yeats va aconseguir el zenit de la seua poesia.
La seua poesia, a pesar de l'esperit innovador, generalment es va caracteritzar per la cura dels aspectes formals. Igualment, era de caràcter simbolista i utilitzava imatges que traduïen l'inconscient universal de les cultures.
L'any 1923, fou guardonat amb el Premi Nobel de Literatura per la seva inspirada poesia, que en una forma altament artística dona l'expressió a l'esperit d'una nació sencera. En independitzar-se el seu país del Regne Unit, l'any 1922 va ser escollit senador de l'Estat Lliure Irlandès, càrrec que va ocupar fins al 1928.
Yeats morí el 28 de gener del 1939 a l'Hôtel Idéal Séjour de la ciutat de Menton, població situada al departament francès dels Alps Marítims. Inicialment enterrat a Roquebrune-Cap-Martin, el setembre del 1948 fou traslladat al comtat irlandès de Sligo.

## Obra
- 1886 - Mosada

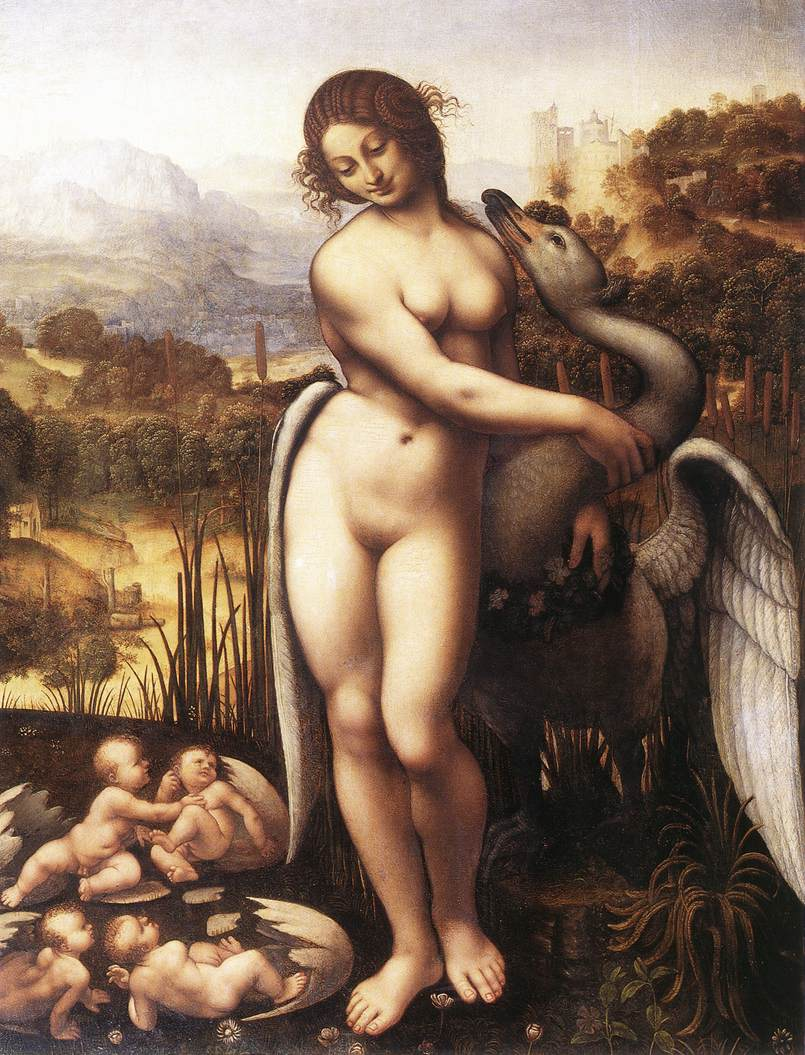
Yeats es basa en un dels seus poemes, recopilats en The Tower, en el mite de Leda i el cigne. Pintura de Leonardo Da Vinci

- 1888 - Fairy and Folk Tales of the Irish Peasantry
- 1889 - The Wanderings of Oisin and Other Poems
- 1891 - Representative Irish Tales
- 1891 - John Sherman and Dhoya
- 1892 - Irish Faerie Tales
- 1892 - The Countess Kathleen and Various Legends and Lyrics
- 1893 - The Celtic Twilight
- 1894 - The Land of Heart's Desire
- 1895 - Poems
- 1897 - The Secret Rose
- 1899 - The Wind Among the Reeds
- 1900 - The Shadowy Waters
- 1902 - Cathleen ni Houlihan
- 1903 - Ideas of Good and Evil
- 1903 - In the Seven Woods
- 1907 - Discoveries
- 1910 - The Green Helmet and Other Poems
- 1912 - The Cutting of an Agate
- 1913 - Poems Written in Discouragement
- 1914 - Responsibilities
- 1916 - Reveries Over Childhood and Youth
- 1917 - The Wild Swans at Coole
- 1918 - Per Amica Silentia Lunae
- 1921 - Michael Robartes and the Dancer
- 1921 - Four Plays for Dancers
- 1921 - Four Years
- 1924 - The Cat and the Moon
- 1925 - A Vision
- 1926 - Estrangement
- 1926 - Autobiographies
- 1927 - October Blast
- 1928 - The Tower
- 1929 - The Winding Stair
- 1933 - The Winding Stair and Other Poems
- 1934 - Collected Plays
- 1935 - A Full Moon in March
- 1938 - New Poems
- 1939 - Last Poems and Two Plays (Obra pòstuma)
- 1939 - On the Boiler (Obra pòstuma)

## Llegat
Yeats es commemora a la ciutat de Sligo per una estàtua, creada el 1989 per l'escultor Rowan Gillespie. En el 50è aniversari de la mort del poeta, es va erigir fora de l'Ulster Bank, a la cantonada de Stephen Street i Markievicz Road. Yeats havia comentat en rebre el seu premi Nobel que el Palau reial d'Estocolm "s'assemblava al Ulster Bank a Sligo". A l'altra banda del riu hi ha l'edifici commemoratiu Yeats, seu de la Sligo Yeats Society.
Una Figura de peu: Knife Edge de Henry Moore es mostra al WB Yeats Memorial Garden de Saint Stephen's Green a Dublín.
Hi ha una placa blava dedicada a Yeats a Balscadden House a Balscadden Road a Howth. Aquesta va ser la seva casa rural entre 1880 i 1883. El 1957 el Consell del Comtat de Londres va erigir una placa a la seva antiga residència al número 23 de Fitzroy Road, Primrose Hill, Londres.

### Adaptacions
L'obra coral The Stolen Child (2009) del compositor Marcus Paus es basa en la poesia de Yeats. El crític Stephen Eddins el va descriure com "sumptuosament líric i màgicament salvatge, i […] bellament [capturant] el seductor misteri i el perill i la malenconia" de Yeats. La compositora argentina Julia Stilman-Lasansky va basar la seva cantata núm. 4 en un text de Yeats.